# 安縣文星塔
安縣文星塔位於四川省綿陽市安縣花荄镇，文物遺址年代判定為清代，共计13层，高28米。道光十六年（1836年）始建一层，光绪四年（1878年）再筑七层、十五年（1889年）再筑五层。除一层外，全部由条石建筑。2007年6月1日公佈為四川省第七批文物保護單位。